# معبد هاکونه
معبد هاکونه (به ژاپنی: 箱根神社, Hakone Jinja) یک معبد شینتویی است که در کنار دریاچه هاکونه در شهر هاکونه در استان کاناگاوا قرار دارد.